# Begraafplaats van Merris
De Begraafplaats van Merris is een gemeentelijke begraafplaats in de gemeente Merris in het Franse Noorderdepartement. De begraafplaats ligt net ten noordwesten van het dorpscentrum, langs de weg naar Strazele.

## Oorlogsgraven
Op de begraafplaats bevindt zich een Brits militair perk met gesneuvelden uit de Tweede Wereldoorlog. Het perk telt 17 geïdentificeerde graven en wordt onderhouden door de Commonwealth War Graves Commission. In de CWGC-registers is de begraafplaats opgenomen als Merris Communal Cemetery.